# Shirley Tracanna
Shirley Tracanna (* 26. prosince 1997, Recanati, Itálie) je italská zpěvačka známá svým působením v žánrech opera a symphonic metal. Je také farmaceutkou a hovoří plynně česky, italsky, anglicky a španělsky.

## Dětství a vzdělání
Shirley Tracanna se narodila 26. prosince 1997 v italském městě Recanati. Vyrůstala s mladším bratrem Jonathanem. V osmi letech začala na hudební škole hrát na klavír. V patnácti letech začala studovat muzikálový a operní zpěv na hudebním lyceu Toscanini v italském městě Porto Sant'Elpidio. Během svého vzdělání byla ovlivněna různými hudebními žánry, včetně klasické hudby, jako je Wolfgang Amadeus Mozart, metalovými kapelami, jako jsou Epica, Opeth, Within Temptation a Dimmu Borgir, ale také skupinou Queen a zpěvačkou Lady Gaga.

## Kariéra
Shirley Tracanna začala svou profesionální hudební kariéru ve věku šestnácti let, kdy spolupracovala na různých hudebních projektech včetně kapel Acherontia Atropos, Iacto, Murders a Bleach, ve které působila v letech 2015 až 2016 jako punk rocková zpěvačka. V roce 2016 se přestěhovala do České republiky a připojila se k symphonic metalové kapele Passion of Hate. V dubnu 2018 se stala členkou kapely Emrei's (dříve Wishmasters), s nimiž vydala album Afterworld. Shirley se podílela také na albu Angels and Beasts, což je anglická verze alba Andělé a Bestie od kapely Rosa Nocturna. V tomto albu vystupuje ve skladbách "Fear" (v české verzi nazpívané zpěvačkou Viktorií Surmovou) a "Letters to the Front".
V roce 2024 se Shirley také objevila jako host v albu "Quo Vadis" kapely Sebastien, kde nazpívala duet k písni "Smutky".

## Diskografie

### Se skupinou Emrei's
- Afterworld (2018)

### Sólová diskografie
- EP Wasteland

## Charitativní aktivity
Shirley Tracanna se aktivně účastní charitativních aktivit. Účastnila se koncertu Melodie pro Michalku a pravidelně vystupuje s kapelou Emrei's na benefičním koncertě Tropická Pouť.[zdroj⁠?!]

## Osobní život
Kromě hudby má Shirley zálibu v učení se jazyků a plynně hovoří česky, italsky, anglicky a španělsky. Miluje také krasobruslení, aktivní životní styl a fotografování.[zdroj⁠?!]